# Giuliozzo Malatesta
Giuliozzo Malatesta fou fill natural de Malatesta I da Verrucchio. Fou vicari dels Malatesta a Fossombrone del 1339 al 1343. Va morir el 1361 o 1362 Va deixar set fills (alguns d'ells "nobilis vir" però cap de rellevant històricament) anomenats Gurone, Giovanni, Giorgio, Francesco, Accorto, Angelo, i Leonello.